# فيلهلم بيترش
فيلهلم بيترش (بالألمانية: Wilhelm Bittrich) (1894-1979) ضابط بارز ببرتبة أوبر جروبن فوهرر في الاس اس وفافن إس إس خلال الحرب العالمية الثانية.
ولد بريترش في جبال هارز في ألمانيا، وهو ضابط في الجيش وعمل كطيار مقاتل خلال الحرب العالمية الأولى، وكان أيضا كان عضوا في الفيلق الحر الألماني . كان قائد فوج دويتشلاند في معركة بولندا (1939) وفرنسا (1940).

## روابط خارجية
- فيلهلم بيترش على موقع مونزينجر (الألمانية)